# Arturo del Río Racet
Arturo del Río Racet; (Valparaíso, 1854 - Iquique, 22 de diciembre de 1930). Abogado y político liberal chileno. Hijo de Ramón del Río Fernández y Carolina Racet.

## Actividades profesionales
Cursó Humanidades en el Instituto Nacional y Derecho en la Universidad de Chile, obteniendo el título de abogado en 1879. Ejerció su profesión durante una década, estableciéndose en Iquique, donde además inició una prominente carrera política, social y comercial. Fue abogado de la Municipalidad de Iquique.

## Actividades políticas
Miembro del Partido Liberal Democrático, del cual llegó a ser Presidente.
Diputado por Copiapó, Chañaral y Freirina (1894-1897), integrando la comisión permanente de Constitución, Legislación y Justicia.
Alcalde de la Municipalidad de Iquique (1897-1910), por tres períodos consecutivos. 
Durante su administración ocurrió la masacre en la Escuela Santa María (1907), cuando el Ejército, al mando del general Roberto Silva Renard, por orden del Presidente Pedro Montt Montt, abrió fuego contra cerca de 8.500 obreros salitreros que habían marchado en protesta por mejorar sus condiciones laborales. La actitud del alcalde fue de apoyo al movimiento social salitrero y repudió las acciones tomadas por el Ejecutivo.
Senador por Tarapacá (1909-1915). Esta vez formó parte de la comisión permanente de Industrias y Obras Públicas.
Se sacrificó por todo lo que era progreso y adelanto material y local de la provincia del salitre.
Fue Ministro de Justicia e Instrucción Pública entre el 23 de enero de 1912 al 8 de agosto de 1912.
Fue dueño del diario "La Patria", junto al literato Isidoro Errázuriz. Fue propietario de otros diarios en Iquique, como "El Jornal", "El Heraldo del Norte" y "La Igualdad".